# ツバサ (アンダーグラフの曲)
「ツバサ」は、日本のロックバンド、アンダーグラフのメジャーデビューシングル。

## 解説
初登場181位。最初は有線放送やラジオのリスナーから火がつき、その後、CDの売り上げにもつながる形となった。そのため、発売後20週目でオリコンのTOP10にランクインとなった。
キャッチコピーは「人はツバサを持つと自由になれるのですか?」。
PVには長澤まさみが出演した。
CDの表面には、ボーカルの真戸原の愛車だったパルサーが印刷されている。
メジャーデビュー初期のライブではこのエレキイントロが仇となり会場によっては音割れしてしまうという事態が起こったが、演奏を重ねていくうちにそういったトラブルも減ったようである。ちなみに、アンダーグラフのメジャー後のシングルの中で、「最低初動」であるが、「最高売上」となったシングルである。また、有線の問い合わせチャート14週連続1位。

## 収録曲
作詞・作曲：真戸原直人 / 編曲：アンダーグラフ、島田昌典 / ミックス：トーレ・ヨハンソン
1. ツバサ 
以前はライブでは主に1曲目として演奏されていたが、現在ではアンコールの1曲目として演奏されることが多い。この曲で2度『ミュージックステーション』出演を果たしている。
2. 四季
真戸原の幼馴染の結婚式で自分の曲を使ってほしいと言うことでこの曲を推薦したというエピソードもある。
3. ツバサ（Instrumental）

## 収録アルバム
- 『ゼロへの調和』（#1、#2のアルバムバージョン）
- 『UNDER GRAPH』（#1）
- 『UNDER GRAPH 20th BEST 2000-2020』（#1）
- 『UNDER GRAPH Debut 20th Anniversary Album』（#1の再録バージョン）

## カバー
ツバサ
- Naomile - 2008年4月23日発売のカバーアルバム『LOVERS POP Flower』に収録。
- Goose house - 2014年6月19日にYouTube公式チャンネルにてカバー動画を投稿。
- 丸本莉子 - 2018年1月17日発売の配信限定シングル『ツバサ』及びアルバム『COVER SONGS』（2018年2月28日）に収録。
- 松永涼（千菅春香）- ゲーム『アイドルマスター シンデレラガールズ スターライトステージ』収録曲として2019年3月13日に追加。同年10月23日発売のシングル『THE IDOLM@STER CINDERELLA GIRLS STARLIGHT MASTER 33 Starry-Go-Round』に収録。
- ナナホシ（若山詩音） - テレビアニメ『無職転生 II 〜異世界行ったら本気だす〜』第15話エンディングテーマ。2024年4月23日に配信シングルとしてリリース。
- 岡本信彦 - 2024年5月29日発売のカバーアルバム『[Re:collection] HIT SONG cover series feat.voice actors 2〜00's-10's EDITION〜』に収録。